# Egloffstein
Egloffstein er en købstad (Markt) i Landkreis Forchheim i Regierungsbezirk Oberfranken i den tyske delstat Bayern og ligger i Fränkische Schweiz.

## Geografi
Nabokommuner er (med uret fra nord):

Gößweinstein, Obertrubach, Gräfenberg, Leutenbach, Pretzfeld
Egloffstein er en kurby der ligger i dalen til floden Trubach på skråningerne under en borg med samme navn: Burg Egloffstein.

### Bydele
Til kommunen hører, ud over hovedbyen, følgende landsbyer og bebyggelser: Affalterthal, Bieberbach, Hundshaupten, Hundsboden, Egloffsteinerhüll, Dietersberg, Hammerbühl, Hammermühle, Bärenthal, Hammerthoos, Rothenhof, Äpfelbach, Mostviel, Schlehenmühle og Schweinthal.
- Den russiske klovn Oleg Konstantinowitsch Popow levede i Egloffstein.